# International Standard Payload Rack

Da destra a sinistra: il guscio del ISPR, l'EXPRESS Rack, 8 Middeck Locker Equivalent (MLE) che contengono gli esperimenti e un singolo MLE

L'International Standard Payload Rack (ISPR) è una struttura in acciaio inossidabile adottata sulla Stazione Spaziale Internazionale (ISS) per supportare l'integrazione e intercambiabilità dei carichi utili e esperimenti spaziali. Sulla ISS sono presenti decine di ISPR, usati per esperimenti scientifici, sistemi di bordo e stoccaggio di attrezzature. Quando sono presenti esperimenti di piccole dimensioni, all'ISPR viene aggiunta una struttura secondaria chiamata ExPRESS Rack, che contiene a sua volta dei locker per l'installazione dei carichi utili in modo da essere facilmente intercambiabili.

## Aspetto

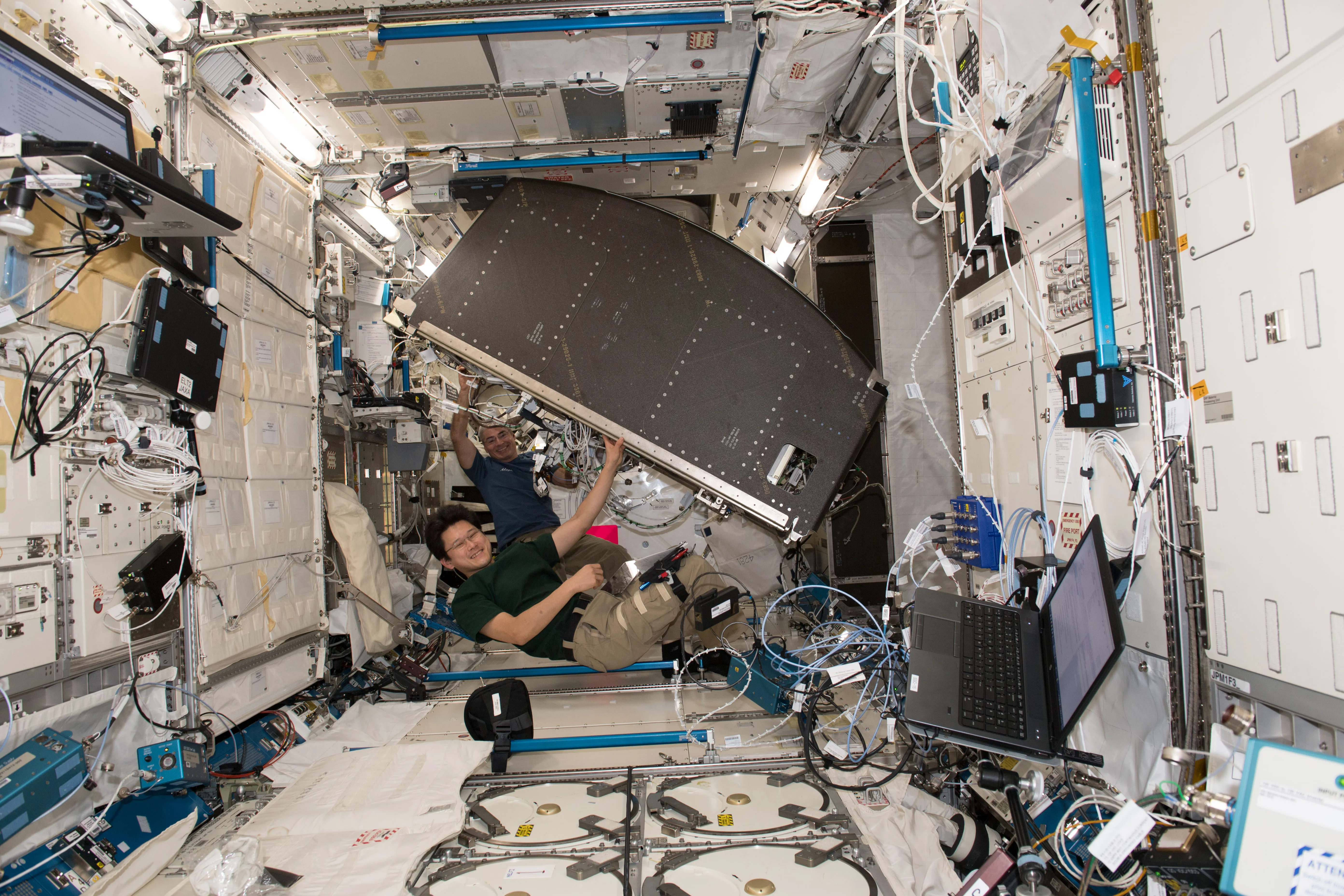
Gli astronauti Norishige Kanai e Mark Vande Hei lavorano all'ExPRESS Rack 4 nel modulo Kibo

Ogni ISPR ha una dimensione di 2 x 1,05 x 0,85 metri (circa le dimensioni di un frigorifero) con la parte posteriore incurvata, che costituisce un volume interno di 1,6 m3; inoltre ha un peso di 104 kg e può ospitare fino a 700 kg di carichi utili. Considerando che i moduli della ISS hanno una forma circolare, la parte posteriore degli ISPR deve avere la stessa forma per recuperare tutto lo spazio possibile. Il rack è dotato di meccanismi per l'alloggiamento di un ExPRESS Rack che può contenere fino a dieci esperimenti scientifici indipendenti. Sono presenti aperture su ciascun lato dell'ISPR per consentire il passaggio dei cavi. I punti di aggancio della struttura si trovano nella parte superiore del rack mentre i punti di rotazione dell'ISPR sono situati nella parte inferiore. Delle guide laterali frontali consentono l'installazione di computer o dispositivi associati al rack. Il modulo Kibo è dotato di rack quasi del tutto identici a quelli NASA, i Multipurpose Small Payload Rack (MSPR).

## Compatibilità
Durante l'assemblaggio della Stazione Spaziale Internazionale, gli ISPR venivano portati in orbita già installati all'interno del modulo in cui sarebbero stati collocati, questo perché le loro dimensioni non permettevano un facile trasporto, ad esempio a bordo dello Shuttle. Un altro metodo per il trasporto durante l'era Shuttle (fino al 2011) era posizionarli all'interno del Multi-Purpose Logistics Module (MPLM) durante un lancio Shuttle e poi trasferiti sulla ISS all'interno passando da un modulo all'altro. Ciò era possibile grazie all'utilizzo dei Common Berthing Mechanism nei boccaporti dei moduli del Segmento orbitale americano (USOS). Dalla conclusione del programma Shuttle, gli ISPR potevano essere consegnati alla ISS solo utilizzando il veicolo cargo giapponese H-II Transfer Vehicle (HTV); dal 2020 ad oggi (aprile 2025), con il ritiro dell'HTV, nessuna navicella è in grado di consegnare nuovi rack sulla ISS. Gli ISPR hanno una larghezza di 105 cm e questo rende impossibile il passaggio attraverso i portelloni delle navicelle Progress che hanno una forma circolare di piccole dimensioni, il portellone quadrato di 94 cm della navicella Cygnus e il portellone da 78 cm della Cargo Dragon. Anche l'Automated Transfer Vehicle (ATV) disponeva di un portellone circolare troppo piccolo e, sebbene la Dragon 1 avesse una dimensione adatta, era stato progettato per il trasporto del carico solo tramite borse (Cargo Transfer Bags, CTB). Detto ciò, la consegna di un nuovo rack avviene molto raramente, solo quando le agenzie necessitano di sostituire un ISPR, come è accaduto l'ultima volta a giugno 2020 con l'European Drawer Rack (EDR-2) del modulo Columbus. Quasi tutte le superfici dei moduli dell'USOS della ISS sono dotate di ISPR, per poter trasformare la superficie circolare del modulo in una superficie a forma quadrata come quelle delle case sulla Terra.

## Sistemi

### Alimentazione elettrica
Le interfacce di alimentazione standard per gli ISPR sono costituite da un'alimentazione principale di 3 kW e da un'alimentazione ausiliaria di 1,2 kW con una tensione tra i 114,5 e i 126V a corrente continua. L'alimentazione principale è fornita agli ISPR tramite cablaggi da 8 gauge. I moduli forniscono la commutazione e la protezione dei circuiti utilizzando controllori remoti da 25 A. L'alimentazione ausiliaria è distribuita tramite cavi da 12 gauge. Alcuni ISPR (5 in Destiny, 5 in Columbus e 4 in Kibo) sono dotati di una capacità di alimentazione di 6 kW tramite cablaggi da 4 gauge insieme a un'alimentazione ausiliaria da 1,2 kW. A 3 ISPR in Destiny vengono fornite alimentazioni principali e ridondanti da 6 kW per supportare il funzionamento di carichi da 12 kW.

### Gestione termica
Un circuito d'acqua a temperatura moderata è fornito a ciascun ISPR tramite una linea da 1,3 cm con un connettore rapido, a una temperatura di ingresso compresa tra 16-24 °C. L'acqua viene fatta circolare attraverso scambiatori di calore e piastre fredde in acciaio inossidabile per permettere il condizionamento termico dell'hardware interno del carico utile. Il flusso dell'acqua è controllato all'interno del modulo Destiny e del modulo Kibo per ottimizzare l'efficienza del sistema di dissipazione del calore. La temperatura massima di ritorno dell'acqua è di 49 °C. All'interno di un rack, un gruppo di scambiatori di aria/acqua può essere collegata al circuito per rimuovere fino a 1200 W facendo circolare l'aria. In alcuni ISPR del modulo Destiny (9 ISPR) e del modulo Kibo (5 ISPR) viene fornito un circuito d'acqua a bassa temperatura (tra 0,6 e 10 °C) tramite un tubo di 1,3 cm con una disconnessione rapida. La temperatura massima di ritorno su questo ciclo è di 21 °C. I carichi utili possono anche dissipare piccole quantità di calore all'interno del modulo. A seconda delle condizioni di temperatura stabilite dall'equipaggio, un minimo di 500 W può essere dissipato sia nel modulo Destiny che nel modulo Columbus (in totale per tutti i carichi utili all'interno del modulo).

### Command and Data Handling
Le interfacce standard degli ISPR includono un bus MIL-STD-1553B che utilizza coppie di fili schermati intrecciati e un collegamento dati ad alta velocità tramite fibra ottica. I comandi provenienti da terra ai carichi utili, dall'equipaggio e dai comandi automatici di bordo vengono inviati tramite questa connessione 1553B, includono dati su stato di salute, stato operativo, sicurezza e altri tipi di dati ausiliari. Ogni carico utile può avere un solo terminale remoto sul bus. La visualizzazione e il controllo dei carichi tramite laptop sono supportati in tre moduli (4 in Destiny, 4 in Columbus e 4 in Kibo). Un segnale di temporizzazione è disponibile per i carichi utili a 1 Hz con una precisione di ±5 ms rispetto alla sorgente di tempo di bordo attraverso il bus 1553. Ogni ISPR è dotato di 2 fibre che si collegano a una porta di ingresso e una di uscita sull'APS per la distribuzione di dati fino a 100 Mbps tra i rack o per il downlink tramite il sistema banda Ku. All'interno di Kibo, due fibre aggiuntive supportano il downlink dei dati di ricerca tramite il sistema ICS (JEM Interorbit Communication System). Una rete locale Ethernet 802.3 è distribuita negli ISPR all'interno di Destiny, di Kibo e di Columbus, per la telemetria, il trasferimento di file e le comunicazioni via laptop. L'architettura 10Base-T dell'Ethernet consente fino a 10 Mbps di trasferimento dati per le postazioni ISPR multiple.

### Video
L'interfaccia video standard per gli ISPR all'interno dei moduli Destiny e Columbus è costituita da linee in fibra ottica che utilizzano un segnale video modulato in frequenza ottica secondo lo standard EIA-RS-170A. Le fibre vengono utilizzate per supportare la trasmissione video da e verso i carichi utili del ISPR. Un segnale di sincronizzazione e controllo viene fornito anche all'ISPR in conformità con EIA-RS-170A. La distribuzione video a Kibo avviene tramite coppie di fili schermati intrecciati. Una scheda video può essere utilizzata all'interno dei rack per convertire i segnali video/sincronizzazione ottici in banda base elettrica video/sincronizzata NTSC EIA-RS-170A. I segnali video provenienti dagli ISPR vengono inviati a switch che consentono la distribuzione verso i monitor di bordo, uno dei sette videoregistratori a nastro o al processore del segnale della banda base video per consentire la distribuzione a terra tramite la banda Ku.

### Vacuum Exhaust System
Tutti i moduli di tipo laboratorio (Destiny, Columbus e Kibo) contengono un impianto idraulico necessario per supportare un sistema di scarico di gas di scarto (Vacuum Exhaust System) verso lo spazio. Ogni ISPR è collegato con una linea per gas di 2,5 cm a questo sistema di scarico. La pressione consentita nella linea per i gas di scarico è di 275,8 kPa. La temperatura del gas di scarico può essere compresa tra i 15,6 °C e i 45 °C. Il sistema può raggiungere pressioni di 0,131 Pa in meno di due ore per un carico utile di 100 litri ad una pressione iniziale di 101,4 kPa. Il sistema dello scarico di gas è una risorsa condivisa e programmata che può essere azionata solo da un ISPR all'interno di ogni modulo alla volta. Questo requisito previene la contaminazione incrociata dei gas provenienti dai carichi utili diversi e delle miscele incompatibili dei componenti dei gas di scarico.

### Vacuum Resource
In alcuni ISPR all'interno del modulo Destiny (9 ISPR), di Columbus (8 ISPR) e di Kibo (4 ISPR) viene fornita una linea di vuoto di 2,5 cm tramite una disconnessione rapida per quei carichi utili che richiedono un ambiente a vuoto. Ogni modulo contiene l'impianto necessario per produrre questa risorsa tramite connessione allo spazi. Il vuoto viene fornito ad una pressione di 10-3 torr. Più carichi utili possono usare questa risorsa vuoto contemporaneamente.

### Azoto
Una linea di azoto da 0,95 cm tramite una disconnessione rapida viene fornita come servizio standard a tutti i ISPR della ISS. L'azoto è fornito a una temperatura compresa tra i 15,6 °C e i 45 °C ad una pressione di 517-827 kPa. La portata massima verso i carichi utili è di 0,9 kg al minuto. Ogni carico utile è dotato di una valvola per controllare il flusso di azoto.

### Anidride carbonica, argon ed elio
Non facendo parte della configurazione standard, l'anidride carbonica, l'argon e l'elio vengono forniti solo ad alcuni ISPR in Kibo. Questi gas vengono forniti tramite una linea di 0,95 cm con una disconnessione rapida. L'intervallo di pressione nominale di questi gas è 517-786 kPa quando è attivo un solo ISPR. La pressione massima di progetto della linea è 1379 kPa.

### Active Rack Isolation System
Il Active Rack Isolation System (ARIS) è progettato per isolare i rack dei carichi utili dalle vibrazioni, in modo che l'ambiente a bordo soddisfi le specifiche di vibrazione del sistema. L'ARIS è un sistema attivo di smorzamento elettromeccanico collegato a un ISPR, che rileva l'ambiente vibratorio con accelerometri e lo smorza introducendo una forza compensatrice. I componenti dell'ARIS si trovano sia all'interno che all'esterno dell'ISPR. Al 2010 erano presenti 11 rack dotati di ARIS distribuiti tra i moduli Destiny e Columbus.

## ExPRESS Rack
Durante la progettazione della ISS si volle dare la possibilità agli scienziati che avevano già fatto volare i propri esperimenti nelle precedenti stazioni spaziali o sullo Space Shuttle di poter continuare a lanciare i propri esperimenti senza alcuna modifica o comunque avere una dimensione standardizzata per i futuri carichi utili. Gli ISPR vennero quindi pensati per poter inglobare delle strutture (gli ExPRESS Rack) che permettevano l'installazione di carichi utili nei Middeck Locker Equivalent (MLE), equivalenti ai Middeck Storage Locker (MDL) dello Space Shuttle. I MLE hanno un volume interno di 0,06 m³ e dimensioni di 50,8 cm × 25,4 cm × 43,2 cm.
Per trasformare un ISPR in un elemento appositamente pensato per i carichi utili e esperimenti scientifici venne progettato l'ExPRESS Rack. Lo scopo dell'ExPRESS Rack era quello di consentire un'integrazione rapida (in meno di un anno) e semplice dei carichi sulla ISS permettendo un accesso standard alle risorse della ISS. L'ExPRESS Rack include hardware di supporto strutturale, alimentazione e distribuzione, comandi/telemetria, apparecchiature video, distribuzione di azoto e gas di scarico e supporto termico. Alcuni ExPRESS Rack utilizzano ARIS per ridurre le vibrazioni. L'ExPRESS Rack con ARIS ha due connettori nel pannello inferiore per collegare sensori triassiali remoti SAMS-II (Space Acceleration Measurement System-II), utilizzati per misurare l'ambiente di accelerazione all'interno del rack.
Sebbene un ExPRESS Rack possa essere alloggiato in qualsiasi ISPR della ISS, esso viene tipicamente installato in un ISPR da 3 kW. L'ExPRESS Rack può contenere otto carichi utili in formato MLE in due aree di quattro MLE ciascuna, oppure due unità Panel Unit (PU) usate in precedenza nella Mir.